# Lady Bird (film)
A Lady Bird 2017-ben bemutatott amerikai vígjáték, filmdráma, amelyet Greta Gerwig írt és rendezett (első önálló filmrendezéseként). A főszerepben Saoirse Ronan, Laurie Metcalf, Tracy Letts, Lucas Hedges, Timothée Chalamet, Beanie Feldstein, Stephen McKinley Henderson és Lois Smith.
A film világpremierje a Telluride Filmfesztiválon 2017. szeptember 1-én volt, az Amerikai Egyesült Államokban 2017. november 3-án mutatta be az A24. Magyarországon 2018. március 1-én mutatta be az UIP-Dunafilm.
Gerwig kritikai elismerést kapott forgatókönyvéért és rendezéséért, valamint Ronan és Metcalf előadásaiért. Sok kritikus úgy vélte, hogy 2017 egyik legjobb filmje lett és a 2010-es évek egyik legjobb filmje. A Lady Bird-et a National Board of Review, az American Film Institute és a Time magazin megválasztotta az év tíz legjobb filmje közé. A 90. Oscar-díjátadón öt jelölést kapott: a legjobb film, a legjobb színésznő (Ronan), a legjobb női mellékszereplő (Metcalf), a legjobb eredeti forgatókönyv és a legjobb rendező. A 75. Golden Globe-díjátadón a film két díjat nyert – a legjobb film (musical vagy vígjáték) és a legjobb színésznő egy musicalben vagy vígjátékban (Ronan) –, és még két másik jelölést is kapott. Három Brit Akadémia Filmdíjra jelölték.

## Szereplők
| Szerep                          | Színész            | Magyar hang    |
| ------------------------------- | ------------------ | -------------- |
| Christine "Lady Bird" McPherson | Saoirse Ronan      | Gáspár Kata    |
| Marion McPherson                | Laurie Metcalf     | Szirtes Ági    |
| Danny O'Neill                   | Lucas Hedges       | Molnár Levente |
| Kyle Scheible                   | Timothée Chalamet  | Timon Barna    |
| Julianne "Julie" Steffans       | Beanie Feldstein   | Csuha Borbála  |
| Sarah Joan nővér                | Lois Smith         | Tímár Éva      |
| Leviatch atya                   | Stephen Henderson  | Barbinek Péter |
| Jenna Walton                    | Odeya Rush         | Molnár Ilona   |
| Miguel McPherson                | Jordan Rodrigues   | ?              |
| Shelly Yuhan                    | Marielle Scott     | ?              |
| Mr. Bruno                       | Jake McDorman      | Hamvas Dániel  |
| Matthew nagybácsi               | Andy Buckley       | ?              |
| Greg Anrue                      | John Karna         | ?              |
| Darlene Bell                    | Kathryn Newton     | ?              |
| Diana Greenway                  | Laura Marano       | ?              |
| Gina nővér                      | Myra Turley        | Csonka Anikó   |
| Walther atya                    | Bob Stephenson     | Vida Péter     |
| Olivia / fiatal hölgy           | Danielle Macdonald | ?              |